# 本山桂川
本山 桂川（もとやま けいせん、1888年9月21日 - 1974年10月10日）は、日本の民俗学者、文学碑研究家、文筆家。本名・豊治。孫は漫画家の本山一城。

## 来歴
長崎市出島町出身。1912年早稲田大学政治経済科卒。民俗および民芸の研究に従事し「日本民俗図誌」全20巻、「生活民俗図説」などの著書がある。戦後、金石文化研究所を主宰。その他実用書を含めて多種多様な著作をもつ。

## 著書
- 『応用速記術の秘訣』崇文堂 実用秘訣叢書 1925
- 『クロス・ワード教本 少年少女版(動物園めぐり)』崇文堂 1925
- 『クロス・ワードの考え方と作り方』崇文堂書店 1925
- 『南島情趣』聚英閣 1925
- 『海島風趣』坂本書店 1926
- 『謄写版印刷術の秘訣』崇文堂 実用秘訣叢書 1926
- 『長崎丸山噺』坂本書店出版部 1926
- 『ペン文字書き方の秘訣』崇文堂 実用秘訣叢書 1926
- 『長崎花街篇』春陽堂 1928
- 『与那国島図誌』炉辺叢書 郷土研究社 1927
- 『海島民俗誌 伊豆諸島篇』一誠社 1934
- 『史譚と民俗』一誠社 1934
- 『信仰民俗誌』昭和書房 1934
- 『桂太郎と原敬』大誠堂 人物評伝全集 1935
- 『近世支那興亡一百年』実業之日本社 1938
- 『最新謄写版印刷術』崇文堂 1939
- 『アジアを奪ふもの』東亜史談文芸 国民文化編纂所 1939
- 『ロシア侵寇三百年』実業之日本社 1939
- 『杓子の信仰』旅の趣味会 1941
- 『日本の祭礼 祭礼民俗誌』八弘書店 1942
- 『間宮林蔵大陸紀行』八弘書店 1942
- 『満洲北支民芸図選』著・編纂 国民文化編纂所 1941
- 『続・満洲北支民芸図選』東亜民俗研究所 1942
- 『生活民俗図説』八弘書店 1943
- 『服飾民俗圖説』崇文堂 1943
- 『満洲の民芸』昭和書房 民芸叢書 1943
- 『日本民俗図誌』全20冊　東京堂 1942－44
- 『芸能民俗図誌』崇文堂 1947
- 『虚子翁句碑』新樹社 1956
- 『文学碑散歩』河出新書 1957
- 『写真・文学碑 忘れじの詩歌』社会思想研究会出版部 現代教養文庫 1960
- 『芭蕉名碑』弥生書房 1961
- 『古典文学名碑』弥生書房 1962
- 『万葉百碑』新樹社 1962
- 『写真・文学碑めぐり』芳賀書店

第1 (芭蕉・奥の細道)』1964
第2 (芭蕉・東海道,関西,信濃路,甲州路)』1964
第3 (江戸文学・東京篇)』1963
第4 (江戸文学・諸国篇)』1965
- 『旅と郷土の文学碑 全日本文学碑大成』新樹社 1966
- 『写真近代文学碑の旅』芳賀書店 1968
- 『碑に見る日本書道』明治書院 1968
- 『東京と近郊の名碑めぐり』新樹社 1969
- 『いしぶみ日本史』新人物往来社 1970
- 『長崎方言集』国書刊行会 1976
- 『本山桂川民俗誌全集』ピタカ 1978
- 『新編日本地蔵辞典』奥村寛純増訂 村田書店 1989

### 編共著
- 佐藤隆三『江戸傳説』編纂 坂本書店出版部 1926 doi:10.11501/3464885
- 南方熊楠『南方閑話』編 坂本書店出版部 1926 doi:10.11501/1881296
- 佐々木喜善『農民俚譚』編 一誠社 1934 doi:10.11501/1235623
- 『長崎文化物語』福田清人共編 八弘書店 1941 doi:10.11501/1235623
- 『嶋と嶋人』編 八弘書店 1942 doi:10.11501/1062510

## 注
1. ↑  20世紀日本人名事典